# Electrolito

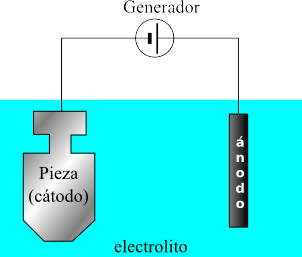
Electrolito líquido en un proceso de recubrimiento por electrólisis.

Un electrolito o electrólito es cualquier sustancia que contiene en su composición iones libres, que hacen que se comporte como un conductor eléctrico. Debido a que generalmente se encuentran iones en una disolución, los electrolitos también son conocidos como disoluciones iónicas, pero también son posibles electrolitos fundidos y electrolitos sólidos.
Desde el punto de vista eléctrico, una solución de este tipo es neutra. Si se aplica un potencial eléctrico a una solución de este tipo, los cationes de la solución son atraídos hacia el electrodo que tiene abundancia de electrones, mientras que los aniones son atraídos hacia el electrodo que tiene déficit de electrones. El movimiento de aniones y cationes en direcciones opuestas dentro de la solución da lugar a una corriente. Algunos gases, como el cloruro de hidrógeno (HCl), en condiciones de alta temperatura o baja presión también pueden funcionar como electrolitos. Las soluciones electrolíticas también pueden ser el resultado de la disolución de algunos polímeros biológicos (por ejemplo, ADN, polipéptidos) o sintéticos (por ejemplo, sulfonato de poliestireno), denominados "polielectrolitos", que contienen grupos funcionales cargados. Una sustancia que se disocia en iones en solución o en fusión adquiere la capacidad de conducir la electricidad. El sodio, el potasio, el cloruro, el calcio, el magnesio y el fosfato en fase líquida son ejemplos de electrolitos.
En medicina, la reposición de electrolitos es necesaria cuando una persona tiene vómitos o diarrea prolongados, y como respuesta a la sudoración debida a una actividad atlética extenuante. Existen soluciones electrolíticas comerciales, especialmente para niños enfermos (como solución de rehidratación oral, suero oral o pedialyte) y atletas (bebida deportivas). El control de los electrolitos es importante en el tratamiento de la anorexia y la bulimia. 
En ciencia, los electrolitos son uno de los principales componentes de las  células electroquímicas.
En medicina clínica, las menciones a los electrolitos suelen referirse metonimia a los iones y (especialmente) a su concentración (en sangre, suero, orina u otros fluidos). Así, las menciones a los niveles de electrolitos suelen referirse a las distintas concentraciones de iones, no a los volúmenes de fluidos.

## Etimología
La palabra electrolito deriva del Griego antiguo ήλεκτρο- (ēlectro-), prefijo relacionado con la electricidad, y λυτός (lytos), que significa "capaz de desatarse o soltarse".

## Historia

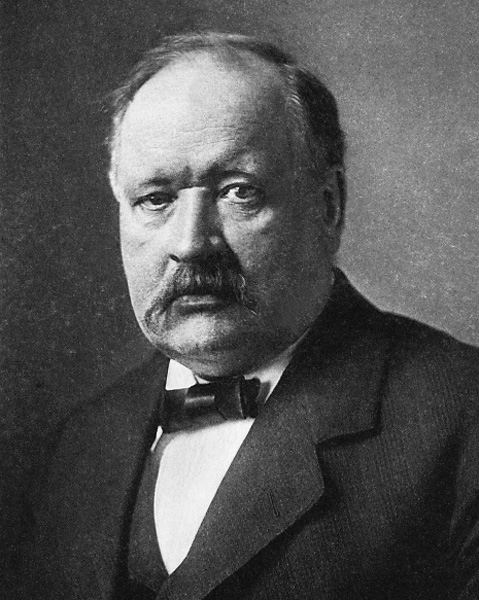
Svante Arrhenius, padre del concepto de disociación de electrolitos en disolución acuosa por el que recibió el Premio Nobel de Química en 1903

En su disertación de 1884, Svante Arrhenius expuso su explicación de que las sales cristalinas sólidas se disocian en partículas cargadas pareadas al disolverse, por la que recibió el Premio Nobel de Química en 1903. La explicación de Arrhenius era que al formar una solución, la sal se disocia en partículas cargadas, a las que Michael Faraday (1791-1867) había dado el nombre de "iones" muchos años antes. Faraday creía que los iones se producían en el proceso de electrólisis. Arrhenius propuso que, incluso en ausencia de corriente eléctrica, las soluciones de sales contenían iones. Así pues, propuso que las reacciones químicas en solución eran reacciones entre iones.
Poco después de la hipótesis de Arrhenius sobre los iones, Franz Hofmeister y Siegmund Lewith encontraron que diferentes tipos de iones mostraban diferentes efectos en aspectos como la solubilidad de las proteínas. Un ordenamiento consistente de estos diferentes iones en la magnitud de su efecto surge consistentemente en muchos otros sistemas también. Esto se conoce como la serie de Hofmeister. Aunque los orígenes de estos efectos no están muy claros y se han debatido a lo largo del siglo pasado, se ha sugerido que la densidad de carga de estos iones es importante y en realidad podría tener explicaciones originadas en el trabajo de Charles-Augustin de Coulomb hace más de 200 años.

## Principios
Comúnmente, los electrolitos existen como disoluciones de ácidos, bases o sales. Más aún, algunos gases pueden comportarse como electrolitos bajo condiciones de alta temperatura o baja presión. Las disoluciones de electrolitos pueden resultar de la disolución de algunos polímeros biológicos (por ejemplo, ADN, polipéptidos) o sintéticos (por ejemplo, poliestirensulfonato, en cuyo caso se denominan polielectrolito) y contienen múltiples centros cargados. 
Las disoluciones de electrolitos se forman normalmente cuando una sal se coloca en un disolvente tal como el agua componentes individuales se disocian debido a las interacciones entre las moléculas del disolvente y el soluto, en un proceso denominado solvatación. Por ejemplo, cuando la sal común, NaCl se coloca en agua, sucede la siguiente reacción:

{\displaystyle NaCl_{(s)}\longrightarrow Na^{+}+Cl^{-}}
También es posible que las sustancias reaccionen con el agua cuando se les agrega a ella, produciendo iones. Por ejemplo, el dióxido de carbono reacciona con agua para producir una solución que contiene iones hidronio, bicarbonato y carbonato.
En términos simples, el electrolito es un material que se disuelve completa o parcialmente en agua para producir una solución que conduce una corriente eléctrica.
Las sales fundidas también pueden ser electrólitos. Por ejemplo, cuando el cloruro de sodio se funde, el líquido conduce la electricidad.
Si un electrólito en solución posee una alta proporción del soluto y este se disocia para formar iones libres, se dice entonces que el electrólito es fuerte; si la mayoría del soluto no se disocia, el electrólito es débil. Las propiedades de los electrólitos pueden ser explotadas usando la electrólisis para extraer los elementos químicos constituyentes.

## Importancia fisiológica
En fisiología, los iones primarios de los electrólitos son sodio (Na+), potasio (K+), calcio (Ca2+), magnesio (Mg2+), cloruro (Cl−), hidrógeno fosfato (HPO42−) y bicarbonato (HCO3−).
Todas las formas de vida superiores requieren un sutil y complejo balance de electrólitos entre el medio intracelular y el extracelular. En particular, el mantenimiento de un gradiente osmótico preciso de electrólitos es importante. Tales gradientes afectan y regulan la hidratación del cuerpo, el pH de la sangre y son críticos para las funciones de los nervios y los músculos, e imprescindibles para llevar a cabo la respiración. Existen varios mecanismos en las especies vivientes para mantener las concentraciones de los diferentes electrólitos bajo un control riguroso.[cita requerida]
Tanto el tejido muscular como las neuronas se consideran tejidos eléctricos del cuerpo. Los músculos y las neuronas se activan con la actividad de electrólitos entre el fluido extracelular o fluido intersticial y el fluido intracelular. Los electrólitos pueden entrar o salir a través de la membrana celular por medio de estructuras proteicas especializadas, incorporadas en la membrana, denominadas canales iónicos. Por ejemplo, las contracciones musculares dependen de la presencia de calcio (Ca2+), sodio (Na+), y potasio (K+). Sin suficientes niveles de estos electrólitos clave, pueden generarse debilidad muscular o severas contracciones musculares.[cita requerida]
El balance de electrólitos se mantiene por vía oral o, en emergencias, por administración vía intravenosa (IV) de sustancias que contienen electrólitos, y se regula mediante hormonas, y generalmente los riñones eliminan los niveles excesivos. En humanos, la homeostasis de electrólitos está regulada por hormonas como la hormona antidiurética, la aldosterona y la paratohormona. Desequilibrios electrolíticos graves como la deshidratación y la sobrehidratación pueden conducir a complicaciones cardíacas y neurológicas y, a menos que se resuelvan rápidamente, pueden provocar una emergencia médica.[cita requerida]

### Medición
La medición de los electrólitos es un procedimiento diagnóstico realizado comúnmente, ejecutado vía examen de sangre con electrodos selectivos o uroanálisis por tecnólogos médicos. La interpretación de estos valores es algo carente de significado sin la historia clínica y frecuentemente es imposible sin una medición paralela de la función renal. Los electrólitos medidos más frecuentemente son el sodio y el potasio. Los niveles de cloruro se miden rara vez, excepto para la interpretación de gas sanguíneo arterial dado que están vinculados inherentemente a los niveles de sodio. Un test importante llevado a cabo con la orina es el examen de gravedad específica para determinar la existencia de desbalance electrolítico.

### Bebidas deportivas
Los electrólitos suelen encontrarse en bebidas deportivas. En terapia de rehidratación oral, las bebidas con electrólitos contienen sales de sodio y potasio que restablecen el agua del cuerpo y los niveles de electrólitos después de la deshidratación causada por el ejercicio, diaforesis, diarrea, vómito, intoxicación o hambre.

No es necesario reemplazar las pérdidas de sodio, potasio y otros electrólitos durante el ejercicio, dado que no suele suceder una disminución significativa de las reservas corporales de estos minerales durante el entrenamiento normal. Sin embargo, en condiciones de ejercitación extrema por 5 o más horas (por ejemplo, una maratón, ironman o ultramaratón), se recomienda el consumo de una bebida deportiva compleja con electrólitos.
Elizabeth Quinn, entrenadora y profesional de la salud).

 Los atletas que no consumen electrólitos bajo estas condiciones corren el riesgo de sobrehidratación (o hiponatremia).
Debido a que las bebidas deportivas típicamente contienen niveles muy altos de azúcar, no son recomendables para su uso regular por niños. El agua es considerada la única bebida esencial para los niños durante el ejercicio. Hay disponibles sobres medicinales de rehidratación y bebidas para reemplazar a los electrólitos claves perdidos durante diarrea y otros problemas gastrointestinales. Los dentistas recomiendan que los consumidores regulares de bebidas deportivas tomen precauciones contra la caries dental. Otra opción disponible es el agua de coco, que también contiene electrolitos, pero es aconsejable verificar que no tenga azúcar añadida.
Las bebidas deportivas y electrólicas pueden ser hechas en casa, usando las proporciones correctas de azúcar, sal y agua.

## Electroquímica
Cuando se coloca un electrodo en un electrólito y se aplica un voltaje, el electrólito conducirá electricidad. Los electrones solos normalmente no pueden pasar a través del electrólito; en vez de ello, una reacción química sucede en el cátodo, consumiendo los electrones del cátodo, y otra reacción ocurre en el ánodo, produciendo electrones para ser capturados por el ánodo. Como resultado, una nube de carga negativa se desarrolla en el electrólito alrededor del cátodo, y una carga positiva se desarrolla alrededor del ánodo. Los iones en el electrólito se mueven para neutralizar estas cargas para que las reacciones puedan continuar y los electrones puedan seguir fluyendo.
Por ejemplo, en una disolución de sal ordinaria (cloruro de sodio, NaCl) en agua, la reacción en el cátodo será:
2H2O + 2e− → 2OH− + H2 (con lo que burbujeará gas hidrógeno);
la reacción en el ánodo es:
2H2O → O2 + 4H+ + 4e− (con lo que se liberará gas oxígeno).
Los iones sodio Na+ positivamente cargados reaccionarán hacia el cátodo, neutralizando la carga negativa del OH− ahí presente, y los iones cloruro Cl− reaccionarán hacia el ánodo neutralizando la carga positiva del H+ de ahí. Sin los iones provenientes del electrólito, las cargas alrededor de los electrodos harían más lento el flujo continuo de electrones; la difusión de H+ y OH− a través del agua hacia el otro electrodo llevaría más tiempo que el movimiento de los iones de sodio más prevalentes.
En otros sistemas, las reacciones de los electrodos pueden involucrar a los metales de los electrodos, así como a los iones del electrólito.[cita requerida]
Los conductores electrolíticos pueden utilizarse en dispositivos electrónicos donde la reacción química en la interfase metal/electrólito produce efectos útiles.[cita requerida]

## Electrólito seco
Los electrólitos secos son: esencialmente, geles en una estructura molecular cristalina flexible.

## No electrolito
Son sustancias que cuando se disuelven en agua se separan en sus moléculas: las moléculas tienen movilidad por estar en disolución acuosa pero son eléctricamente neutras (no tienen carga). Por ejemplo, la sacarosa se separa en moléculas cuando se disuelve en agua. Estos líquidos y disoluciones tienen partículas con movilidad pero sin carga; por lo tanto, no son conductores de electricidad.